# Guillermo Vázquez
Pour les articles homonymes, voir Vázquez.
Guillermo Vázquez Colman est un joueur d'échecs paraguayen né le 16 mai 1997 à Asuncion.
Au 1er juillet 2022, Vázquez est le numéro trois paraguayen avec un classement Elo de 2 673 points.

## Biographie et carrière
Grand maître international depuis 2022, Vázquez a remporté le championnat du Paraguay en 2010 et 2011. Il remporta le Floripa Chess Open en 2020. Il finit deuxième ex æquo du championnat ibéroaméricain en février 2022 et remporte le tournoi de normes du Missouri en mai 2022.
En 2019, il finit cinquième ex æquo (dixième au départage) du championnat continental panaméricain avec 8 points sur 11.
En 2021, il se qualifia pour la Coupe du monde d'échecs 2021 à Sotchi en Russie où il battit le Letton Nikita Meškovs au premier tour (1,5 à 0,5), puis perdit au deuxième tour face au futur vainqueur du tournoi Jan-Krzysztof Duda (0,5 à 1,5).
Il a représenté le Paraguay lors de quatre olympiades : d'abord au quatrième échiquier (en 2010, 2012 et 2014), puis au deuxième échiquier en 2018.